# Laissez faire
Laissez faire (franc. [lesê fêr] doslovno: "pustite neka svatko čini što hoće i neka sve ide svojim tokom") glavna je gospodarska doktrina mladog rastućeg kapitalizma 18. i 19. stoljeća, a smisao joj je neograničena sloboda konkurencije, nemiješanje države u ekonomska pitanja. 
Naime, "tržišnu utakmicu" poduzetnici toga doba doživljavaju kao oštru, ali pravednu te od države traže da ih pusti na miru, tj. da se što manje ili nikako ne upliće u gospodarstvo i arbitira u "tržišnoj utakmici".
Zbog moguće jezične pogreške, bitno je naglasiti da francuska riječ "faire" znači raditi, a "laisser" znači pustiti.
Laissez-fair stil vodstva je stil u kojem vođe daju najviše slobode suradnicima. U tome stilu vođe se ne ponašaju kao vođe. Oni ograničavaju svoju interakciju sa suradnicima samo na odgovaranje na pitanja i osiguranje potrebnih sredstava za rad. U ovom tipu vodstva vođa se gotovo i ne koristi svojom moći, a suradnici imaju veliku slobodu, neovisni su u radu i odlučivanju. Ovaj stil vodstva daje dobre rezultate u obavljanju kreativnih, istraživačkih i sličnih poslova, gdje je sloboda istraživača bitna za postizanje zavidnih poslovnih rezultata. I priroda tih istraživačkih poslova takva je da zahtijeva slobodu i nesputanost onih koji rade na takvim poslovima. Ovaj stil vodstva je najviša razina demokratskog stila vodstva.

## Kritike
Britanski ekonomist John Maynard Keynes osudio je laissez-faire ekonomsku politiku u nekoliko navrata. U "Kraju laissez-faire" (1926), Keynes tvrdi da su doktrine laissez-faire bazirane na nepravilnom deduktivnom rasuđivanju. Keynes kaže, da se odgovor na pitanje je li tržište rješenje, ili je bolja državna intervencija, mora utvrditi od slučaja do slučaja.
Austrijski ekonomist Friedrich von Hayek izjavljuje da slobodna, laissez-faire bankarska industrija teži stabilizaciji i da je anti-ciklička. On navodi da nema potrebe za centralnom kontrolom bankarstva. U svojoj knjizi "Denationalisation of money" ("Denacionalizacija novca"), pisana 1976. godine, Friedrich von Hayek dokazuje kako je državni monopol nad novcem destruktivan te kako stvara cikličke pojave inflacije i deflacije.